# Jagiellonia Białystok w sezonie 1931

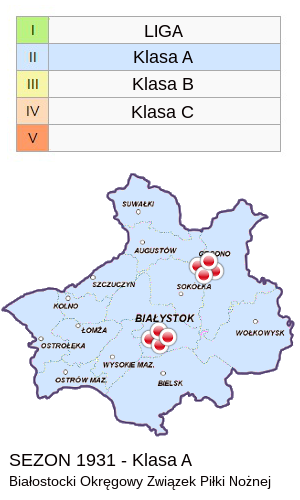
BOZPN - Zespoły występujące w Klasie A w sezonie 1931

Wojskowy Klub Sportowy 42 Pułku Piechoty w Białymstoku (protoplasta Jagiellonii Białystok) przystąpił do rozgrywek Klasy A Okręgowy Związek Piłki Nożnej w Białymstoku.

## II poziom rozgrywek piłkarskich
Trzeci rok białostockiej klasy A, rywalizacja toczyła się jak wcześniej pomiędzy drużynami z Białegostoku i Grodna.

## Końcowa Tabela – Klasa A (Okręg białostocki)
| Lp. | Drużyna                  | M  | Z  | R | P  | Bramki | Bramki | Różn. | Pkt. | Uwagi        |
| --- | ------------------------ | -- | -- | - | -- | ------ | ------ | ----- | ---- | ------------ |
| 1   | WKS 76 PP Grodno M B     | 14 | 12 | 1 | 1  | 58     | 11     | +47   | 25   | elim.do Ligi |
| 2   | WKS 42 PP Białystok      | 14 | 9  | 2 | 3  | 51     | 18     | +33   | 20   |              |
| 3   | ŻKS Białystok            | 14 | 8  | 2 | 4  | 38     | 26     | +12   | 18   |              |
| 4   | Cresovia Grodno          | 14 | 5  | 7 | 2  | 32     | 21     | +11   | 17   |              |
| 5   | Makabi Grodno            | 14 | 8  | 0 | 6  | 36     | 34     | +2    | 16   |              |
| 6   | Makabi Białystok         | 14 | 3  | 3 | 8  | 13     | 27     | -14   | 9    |              |
| 7   | Kraft Grodno (b)         | 14 | 1  | 2 | 11 | 9      | 42     | -33   | 4    |              |
| 8   | Jutrznia Białystok (b) S | 14 | 1  | 1 | 12 | 7      | 65     | -58   | 3    |              |

- Do klasy B spadła Jutrznia Białystok, awansowało Makabi Suwałki.
- Drużyna WKS 76 PP Grodno rozegrała eliminacje do Ligi, które przegrała i w następnym sezonie wystąpi w klasie A.

## Mecze
- Zestawienie niekompletne, wyniki meczów właściwe, mogą być nieścisłości odnośnie do daty rozgrywania danego spotkania. [1]

| Mecze i wyniki | Mecze i wyniki       | Mecze i wyniki       | Mecze i wyniki | Mecze i wyniki | Mecze i wyniki     | Mecze i wyniki | Mecze i wyniki  | Poz w lidze. | Poz w lidze. | Poz w lidze. |
| Lp. | Data                 | Rozgrywki            | F.             | D/W            | Przeciwnik         | Wynik          | Strzelcy bramek | M.           | P.           | Br.          |
| --- | -------------------- | -------------------- | -------------- | -------------- | ------------------ | -------------- | --------------- | ------------ | ------------ | ------------ |
| 1 57 | 3.05.1931 Białystok  | Klasa A - 1 kolejka  | -              | D              | ŻKS Białystok      | 5:2            |                 | ?            | 2            | 5:2          |
| 2 58 | ?.05.1931 Grodno     | Klasa A - 2 kolejka  | -              | W              | Makabi Grodno      | por.           |                 | ?            | 2            |              |
| 3 59 | ?.05.1931 Białystok  | Klasa A - 3 kolejka  | -              | D              | Makabi Białystok   | zw.            |                 | ?            | 4            |              |
| 4 60 | 31.05.1931 Grodno    | Klasa A - 4 kolejka  | -              | W              | Cresovia Grodno    | 3:3            |                 | ?            | 5            |              |
| 5 61 | 4.06.1931 Białystok  | Klasa A - 5 kolejka  | -              | D              | Kraft Grodno       | 3:0            |                 | ?            | 7            |              |
| 6 62 | 14.06.1931 Białystok | Klasa A - 6 kolejka  | -              | D              | Jutrznia Białystok | zw.            |                 | ?            | 9            | 16:7         |
| 7 63 | 21.06.1931 Białystok | Klasa A - 7 kolejka  | -              | D              | WKS 76 P.P. Grodno | 2:3            |                 | 4            | 9            | 18:10        |
| 8 64 | 5.07.1931 Grodno     | Klasa A - 8 kolejka  | -              | W              | WKS 76 P.P. Grodno | 2:1            |                 | ?            | 9            | 19:12        |
| 9 65 | 12.07.1931 Białystok | Klasa A - 9 kolejka  | -              | D              | Makabi Grodno      | 4:0            |                 | ?            | 11           | 23:12        |
| 10 66 | 19.07.1931 Białystok | Klasa A - 10 kolejka | -              | W              | ŻKS Białystok      | 2:3            |                 | ?            | 13           | 26:14        |
| 11 67 | 25.07.1931 Białystok | Klasa A - 11 kolejka | -              | W              | Makabi Białystok   | 0:6            |                 | 2            | 15           | 32:14        |
| 12 68 | 2.08.1931 Białystok  | Klasa A - 13 kolejka | -              | D              | Cresovia Grodno    | 4:4            |                 | 2            | 16           | 36:18        |
| 13 69 | 9.08.1931 Białystok  | Klasa A - 12 kolejka | -              | W              | Jutrznia Białystok | 0:8            |                 | 2            | 18           | 44:18        |
| 14 70 | 16.08.1931 Grodno    | Klasa A - 14 kolejka | -              | W              | Kraft Grodno       | 0:7            |                 | 2            | 20           | 51:18        |
| - rozgrywki ligowe, - rozgrywki pucharu polski, - rozgrywki pucharu ligi, - rozgrywki ligi europejskiej, - mecze barażowe lub eliminacyjne, - inne. Liczba meczów w sezonie:1 2 (wszystkie mecze na najwyższym poziomie rozgrywkowym)3 (wszystkie mecze w rozgrywkach ligowych bez baraży) , Puchar Polski: 2 (mecze Pucharu Polski na szczeblu centralnym)3 (wszystkie mecze w Pucharze Polski) |                      |                      |                |                |                    |                |                 |              |              |              |